# Нива, Морис
Морис Поль Нива (фр. Maurice Paul Nivat) — французский ученый в области информатики и компьютерных наук. Его исследования охватывают сферу формальных языков, семантики языков программирования и дискретной геометрии. В 2006 г. Мориса Нива, почетного доктора наук, называли отцом теоретической информатики. Был профессором в Университете Париж Дидро до 2001 года.

## Ранние годы и образование
Морис Нива родился в Клермон-Ферране, Франция. Его родители были учителями средней школы, его отец преподавал языки, а мать — математику. В 1954 году, Нива со своей семьёй переехал в Париж. Нива в 1956 году поступил в Высшую нормальную школу, но начал работать в Институте им. Блеза Паскаля Национального центра научных исследований Франции, недавно созданной вычислительной лаборатории, в 1959 году.Он вернулся к изучению математики в 1961 году под руководством Марселя-Поля Шютценберже. Название его диссертации было «Трансдукция языков Хомского»(Transductions des langages de Chomsky).

## Карьера
В 1969 году Нива стал профессором в Университете Париж Дидро и преподавал до 2002 года.
Нива принимал участие во многих начинаниях в области теоретической информатики в Европе: он был одним из основателей EATCS в 1972 году, организовал первую конференцию ICALP в том же году в INRIA (тогда — IRIA) в Париже. В 1975 году он был одним из основателей журнала Теоретическая информатика. Он был редактором главного журнала на протяжении более 25 лет.

## Награды
C 1983 года Нива был член-корреспондентом Французской академии наук. Является офицером Ордена Почётного легиона и Ордена «За заслуги» (Франция), а также командором Ордена Академических пальм во Франции. Получил награду EATCS в 2002 году. Ему была присуждена степень почетного доктора Болонского университета 1997 году и Университета Квебека в Монреале в 2006 году.